# 巴里·维斯
巴里·维斯（Bari Weiss）（1984年3月25日—），美国匹兹堡人，女性编辑，专栏作家。

## 生平
1984年3月生于宾夕法尼亚州匹兹堡犹太家庭。就读于哥伦比亚大学历史专业。在课堂上维斯和教授Joseph Massad因犹太问题产生矛盾。
维斯在校期间创办了《The Current》，一本关于政治、文化及犹太事务的杂志。2007年毕业后，她成为《华尔街日报》巴特利研究员（Bartley Fellow），2007-2008年期间在耶路撒冷成为多罗特研究员（Dorot Fellow）。
2017年-2020年，维斯供职于《纽约时报》。2020年7月14日，维斯在其个人网站上发表辞职信，批评纽约时报。